# Monsieur Lecoq (1914)
Monsieur Lecoq is een Franse dramafilm uit 1914 onder regie van Maurice Tourneur. Het scenario is gebaseerd op de gelijknamige roman uit 1869 van de Franse auteur Émile Gaboriau. Destijds werd de film in Nederland uitgebracht onder de titel Lecoq, de koning der detectiven.

## Verhaal
De politieagent Lecoq onderzoekt een moordzaak. Hij ontdekt dat er sprake is van afpersing en dat de hertog en de hertogin van Sairmuse erbij betrokken zijn.

## Rolverdeling
| Acteur             | Personage |
| ------------------ | --------- |
| Harry Baur         |           |
| Maurice de Féraudy |           |
| Charles Krauss     |           |
| Jules Mondos       |           |
| Fernande Petit     |           |
| Polaire            |           |
| Henry Roussel      |           |
| Georges Tréville   |           |